# St. Wolfgang (Gemeinde Weitra)
St. Wolfgang (früher auch Pfaffenschlag) ist eine Ortschaft und eine Katastralgemeinde von Weitra im Bezirk Gmünd in Niederösterreich mit 114 Einwohnern (Stand 1. Jänner 2025).

## Geografie
St. Wolfgang liegt im nordwestlichen Waldviertel auf einer Seehöhe von ca. 648 Meter südlich von Weitra am Wolfgangbach. Zur Ortschaft zählt weiters der Resselhof. Am 1. April 2020 umfasste die Ortschaft 49 Adressen.

## Geschichte
Der Ort hieß bis ins 16. Jahrhundert Pfaffenschlag, der Name kennzeichnete eine Rodung aus dem 11. bis 12. Jahrhundert. Danach wurde der Ortsname dem Patrozinium der Kirche, damals ein bekannter Wallfahrtsort, angepasst. Im Jahre 1583 wurde die Kirche vom protestantischen Adeligen Christof von Prag auf Engelstein beschlagnahmt aber im Jahre 1617 von Abt Seifried von Zwettl wieder mit Gewalt zurückgenommen.
Die mittelmäßig bestifteten Waldbauern betrieben auf ihren Gründen Ackerbau und ernteten Korn, Erdäpfel, Flachs, Kraut und Rüben, berichtete Schweickhardt im 19, Jahrhundert. Auch die Viehzucht war nicht unbedeutend. Im Jahr 1822 wurde der Ort als Dorf mit 30 Häusern genannt, das über eine Pfarre und eine Schule verfügte. Die Herrschaft Engelstein besaß die Ortsobrigkeit und besorgte die Konskription. Die Landgerichtsbarkeit wurde von der Herrschaft Weitra ausgeübt und die Untertanen und Grundholde des Ortes gehörten der Herrschaft Engelstein sowie der geistlichen Bruderschaft zu Weitra. Laut Adressbuch von Österreich waren im Jahr 1938 in der Ortsgemeinde St. Wolfgang ein Fleischer, zwei Gastwirte, zwei Gemischtwarenhändler, ein Schmied, zwei Schuster, ein Tischler und mehrere Landwirte ansässig. Im Rahmen der Niederösterreichischen Kommunalstrukturverbesserung trat die damalige Ortsgemeinde St. Wolfgang per 1. Jänner 1971 der Stadtgemeinde Weitra bei.

## Sehenswürdigkeiten

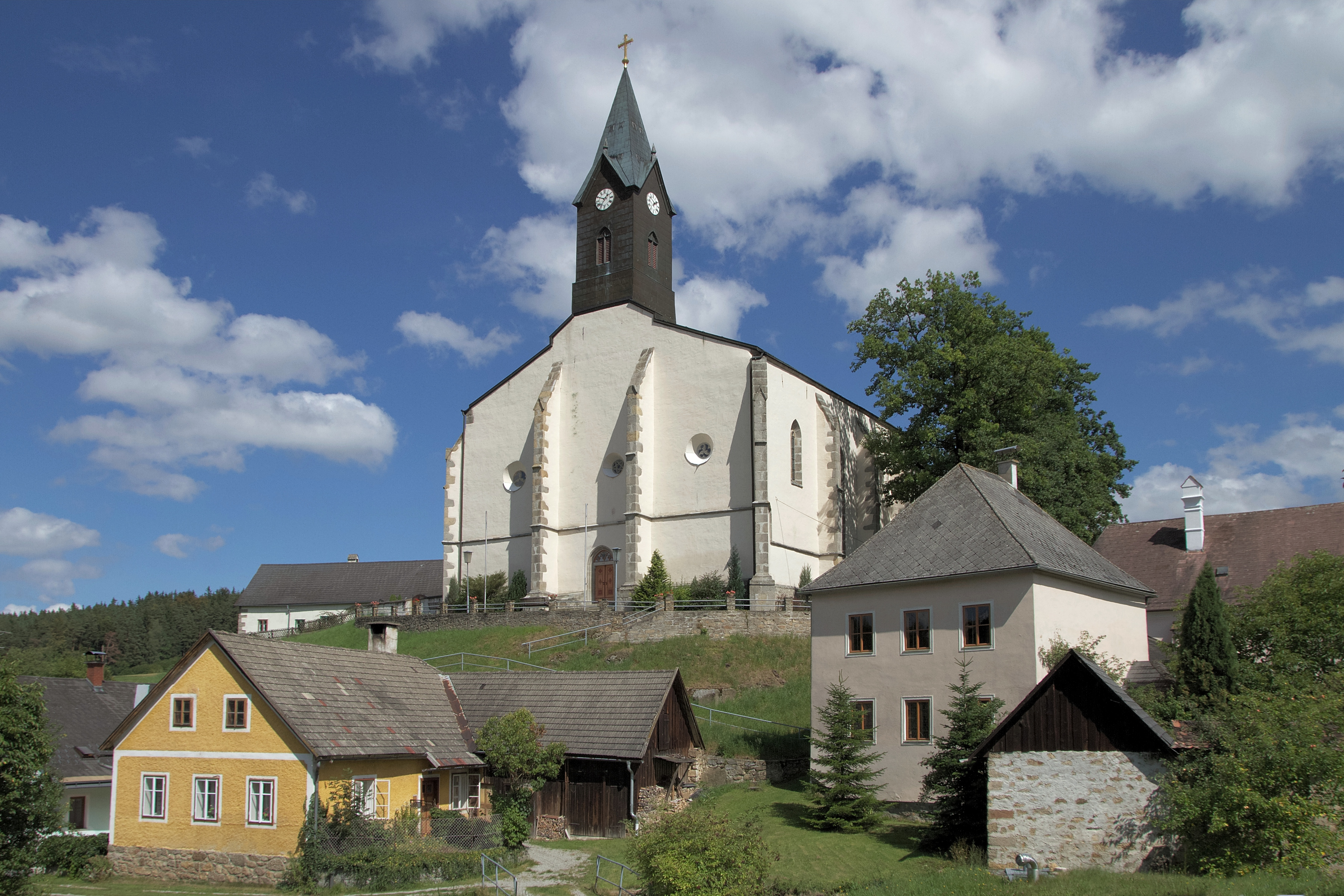
Pfarrkirche St. Wolfgang bei Weitra

- Die Pfarrkirche St. Wolfgang bei Weitra ist ein aus dem Jahre 1407 stammender spätgotischer Hallenbau über annähernd quadratischem Grundriss und langgestrecktem Chor. Sie liegt auf einer Geländestufe dominierend über dem Ort. Das bedeutendste Stück der Inneneinrichtung stellt der barocke Altar von Balthasar Threyer aus den Jahren 1692–1694 dar, welcher drei künstlerisch wertvolle monumentale Holzplastiken von um 1490 enthält, darstellend die heiligen Erasmus, Wolfgang und Nikolaus. Interessant ist weiters ein Totenschild mit hölzernem Gerippe an der Empore (bezeichnet 1670), sowie gotische Wandmalereien aus dem 15. Jahrhundert.
- Im Ort und an den zu den Nachbarorten führenden Straßen befinden sich mehrere Tabernakelpfeiler und Nischenbildstöcke aus dem 15. bis 19. Jahrhundert.

## Persönlichkeiten
- Günter Wolfsberger (* 1944), Maler und Bildhauer